# モルドレッド

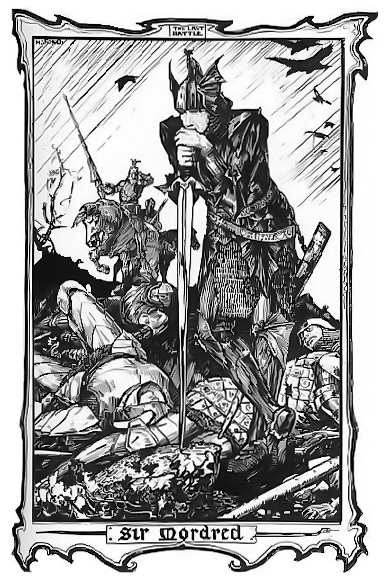
ヘンリー・J・フォードの描くモードレッド卿（1902年）。

モードレッド（Mordred、/ˈmɔːdrɛd/）あるいはモウドリッド（Modred、/ˈməʊdrɪd/）は、アーサー王伝説に登場する主要登場人物の1人。おおよその文献で一致するのは、カムランの戦いでアーサー王と共に戦死した勇猛な騎士だったということである。『ブリタニア列王史』『アーサー王の死』などでは裏切り者として登場し、アーサー王の親族（甥または息子）で、王に対して謀反を起こし、カムランの戦いでアーサー王に致命傷を負わせるも、討ち取られる。『アーサー王の死』ではアーサー王の異父姉モルゴースの子で、異父兄にガウェイン、ガヘリス、ガレス、アグラヴェインがいる。
名前は、アメリカ発音に基づきモルドレッド（Mordred、/ˈmɔrˌdrɛd/, /môrˈdredˌ/）とも書かれる。ウェールズ語ではメドラウト (Medrawt) またはメドラウド (Medrawd) といい、ラテン語ではメドラウト (Medraut) またはモドレドゥス (Modredus) である。

## 初期の記述
モードレッドの名を残す現存最古の文献は10世紀の『カンブリア年代記』であり、以下の通り記されている。
　537. XCIII. Annus. Gueith Camlann, in qua Arthur et Medraut corruere; et mortalitas in Brittania et in Hibernia fuit.
　537年。カムランの戦い――その最中、アルトゥル（アーサー）とメドラウト（モードレッド）が戦死。そして、ブリタニア（ブリテン）とヒベルニア（アイルランド）は荒廃した。
しかし、この記述からは、アーサーとモードレッドがどのような関係であったのか、味方であったのか敵であったのかすら読み取ることができない。
初期のウェールズ語のテキストでは、モードレッドは勇猛で栄誉ある騎士と解釈されていた。グウィネズ王グリフィズ・アプ・カナン（1137年死去）の宮廷詩人であったMeilyr Brydyddは、王の武功を讃えるのに「メドラウドの気質」を持っていると賞賛しており、Meilyrの息子グワルフマイもポウィス王マドッグ・アプ・マレディズ（1160年死去）を「アルスィル（アーサー）の力とメドラウド（モードレッド）の良い気質」を兼ね備えていると謳っている。後世の伝説で裏切り者のイメージがついたのは、ジェフリー・オブ・モンマスの『ブリタニア列王史』の創作である可能性も指摘されている。

## 『ブリタニア列王史』
裏切り者としてのモードレッドは、ジェフリー・オブ・モンマスが1136年ごろに記述した偽史『ブリタニア列王史』に現れる。『ブリタニア列王史』はほぼ創作であるが、ドラマチックな内容から人口に膾炙した。この作品では、モドレドゥス（モードレッド）は、ロージアン王ロットとアーサーの妹アンの間に出来た二人の息子の一人であり、実兄にガウェインがいる。モードレッドは、卑劣な裏切り者ではあるものの、「最も果敢な男」「最も攻撃を仕掛けるのに素早い男」と血気盛んな猛者であるとして描かれている。また、『カンブリア年代記』と違って、ジェフリーは裏切りの舞台設定を西暦542年としている。
ある時、アーサー王はローマ皇帝ルキウス・ティベリウス（架空の人物）を討つために、甥のモードレッドと王妃グィネヴィアに国政を任せる。 アーサーは首尾よくルキウスを倒し、さらにその次の夏にローマへ進軍中、アルプスへ入る頃、甥モードレッドの反逆を知る。モードレッドが自ら玉座を奪い、さらに王妃グィネヴィアも夫を裏切ってモードレッドの妻となったというのである。
裏切りを知ったアーサーはブリテンに急いで向かうが、モードレッドはサクソン人の首長ケルドリックをゲルマニアに向かわせて、ブリテンの土地の一部を約束に軍勢を集めさせる。ケルドリックは八百隻の大艦隊を用意、さらにモードレッドはスコットランド人・ピクト人・アイルランド人などの反アーサー勢力を統合し、その軍勢は八万人を数えた。リッチボローから上陸したアーサーとモードレッドの戦闘は激戦になり、アーサー側はガウェインを失うなどの大打撃を受けるが、最終的にモードレッド側が敗走し、ウィンチェスターに逃げ込む。モードレッドの敗走を知ったグィネヴィアは彼を見限り、ヨークから逃げて尼僧になる。
怒り狂ったアーサーはさらにウィンチェスターに総攻撃を仕掛け、モードレッドはコーンウォールへ向かって遁走。しかし、アーサーに先回りされカンブラ川（カムラン）に陣取られたモードレッドはついに決着を付けること決め、残る六万の兵士を再編成する。混戦の最中アーサーはモードレッドがいる部隊を認めると突撃し、モードレッドは死亡、アーサーもまた致命傷を負う。両軍とも各国の王侯を含む数千人の戦死者を出し、勝者の無い戦いになった。アーサーは傷を癒やすためにアヴァロンの島に運ばれる途中、コーンウォール公カドールの息子コンスタンティンに王冠を譲る。
モードレッドの二人の息子は、サクソン人を率いてなおも抵抗を続け、一人はウィンチェスターに、もう一人はロンドンに籠城したが、最終的に新王コンスタンティンに討伐される。そのコンスタンティンも、モードレッドの息子たちを教会の祭壇の前で殺害したことが災いして神の怒りに触れ、わずか三年後に自身の甥コナンによって暗殺、ストーンヘンジに埋葬されてアーサー王伝説は幕を閉じる。
その後、裏切り者モードレッドの伝説は、遅くとも14世紀にはイタリアまで伝わった。例えば、ダンテの『神曲』「地獄篇」第三十二曲61〜66行では、裏切り者が堕ちる地獄の最下層コキュートスの第一円「カイーナ」で、「アルツーの手にかゝりたゞ一突《ひとつき》にて胸と影とを穿たれし者」（山川丙三郎訳）が苦しみに喘いでいるという描写がある。

## 『アーサー王の死』
1470年ごろに完成したトマス・マロリーの『アーサー王の死』では、アーサーと異父姉モルゴースの近親相姦でできた不義の子とされる。ある時、夫のロット王の使者としてガウェインら四人の息子とやってきたモルゴースにアーサーは懸想し、姉とは知らずに一夜を過ごしてしまう。その後、アーサーの悪夢にグリフィンや蛇が現れて、王国を焼き払い、アーサーもこれらの怪物と戦って退治するが致命傷を負ってしまう。マーリンはモードレッドのことを暗示し、「5月1日に生まれた子供が、アーサーとその王国を滅ぼすだろう」と予言する。その結果、アーサー王は、従わなければ死刑と触れを出して、5月1日に領主と貴婦人の間に生まれた子供を集め、船に乗せて海に流した。中には生まれて四週間の赤子や、それ以下の赤子さえいた（四週間前に5月1日に生まれた子と、それより幼くて5月1日に生まれた子がいるのは論理的矛盾だが、マロリーの意図したところは不明）。多くの領主や直臣は反感を持ったが、アーサーよりもマーリンに責任があると思ったため、王への恐れや好意から沈黙を守った。しかし、モードレッドは奇跡的に岸に打ち上げられて生還、とある善良な男に見つけられて育てられ、14歳になった時点でアーサー王の宮廷に入っている。その後ロット王は、妻がアーサーと密通していたことを知って反抗勢力を作っており、ネロ王と合流してアーサー王を討とうとするが、マーリンの奸計で合流に失敗し、最終的に円卓の騎士ペリノア王によって殺害されている。
後にアーサー王の配下となったモードレッドは、ランスロットと共に行動したり、ペリノア王とオークニー王ロットの一族との争いで、親族にあたるオークニー側につき、ペリノアの息子で母モルゴースと不義の密通を重ねているラモラックを殺したりした。
アーサーがランスロットと敵対するきっかけをつくったのは、モードレッドとアグラヴェインの企みからであった。彼らは王妃グィネヴィアとランスロットの道ならぬ恋をアーサー王にばらそうと、その密会現場をとりおさえた。瞬く間にランスロット一人によってアグラヴェインを含む十二人の騎士が殺され、モードレッドも重傷を追って逃げ出した。この事件によって、アーサー王は最も信頼し、親友でもあったランスロットを敵に回した戦いを始めなければならなかったのである。
その後、アーサーはランスロットと戦うためにフランスに出兵し、モードレッドをイングランドの統治者に任命して国を委ねた。モードレッドはアーサーが留守にしているあいだに邪心を抱いて謀反を起こし、アーサーが外征で討死したという手紙を偽造して王位についた。そして、グィネヴィアを自分の妃に迎えようとしたが、グィネヴィアは表向き恭順を装い、隙を見てロンドン塔に籠城した。これらの裏切りにカンタベリー司教は諫言したが、聞き入れられなかったため、モードレッドを破門した後にグラストンベリーの周辺へ逃げて隠者となった。アーサーが裏切りを知り帰国を急ぐ段階になっても、当時、アーサー王の統治では戦いと争い以外の生活は無いという噂が広まっていたので、モードレッドには多くのイングランドの豪族・諸侯が味方した。

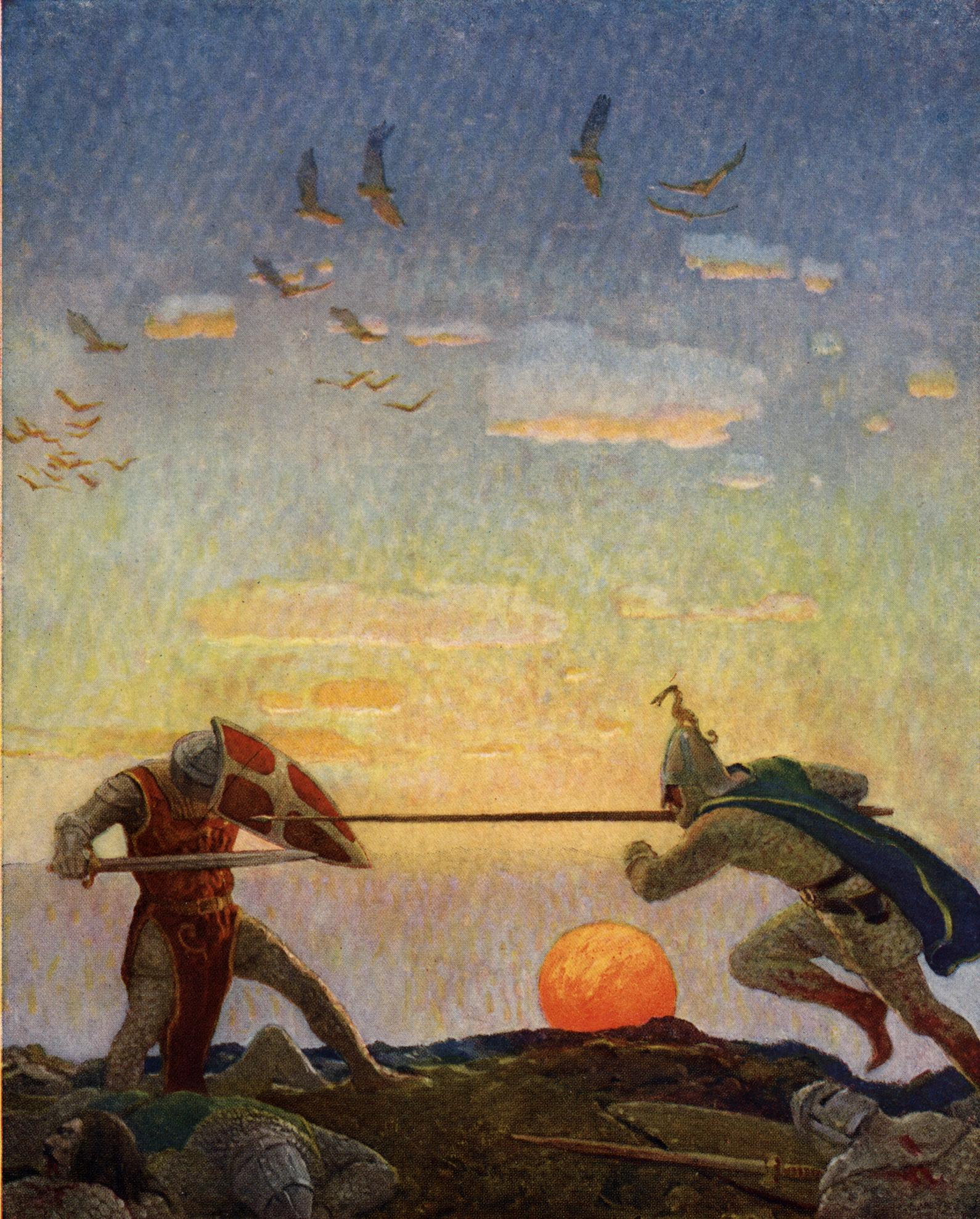
アーサー王との決闘

5月10日、ドーヴァーに上陸を試みるアーサー王との戦いでは、兄のガウェインを討ち取ったが（直接手を下したのがモードレッドかは不明）、次第にアーサーの軍勢に押され、ついには敗走した。モードレッドはさらにバラムの丘に陣を構えるが、再びアーサーに敗北し、カンタベリーへ逃走した。その後、聖霊降臨祭の次の月曜日にソールズベリの近くで決戦を行うことが取り決められ、アーサーはモードレッドに復讐ができると喜んだ。しかし、戦の前日、アーサーの夢の中に神から遣わされたガウェインが現れ、もし戦えばアーサーが死ぬこと、一ヶ月の休戦を締結すればランスロットが王の救援に来ることを告げる。アーサーとモードレッドの休戦交渉は一旦まとまりかけるが、不運なめぐり合わせから決裂してしまう。モードレッドは十万の兵を率いてアーサーと戦うが、血みどろの戦いに味方で生き残ったのはモードレッドただ一人、アーサー側も、アーサーとルーカン、ベディヴィアの三人だけであった。疲れ果て、剣を杖に休息しているところ、ルーカンの制止も聞かず復讐に逸り突撃してきたアーサーと一騎討ちを演じ、槍で胴体を突き抜かれる。死を覚悟したモードレッドは渾身の力を振り絞って、串刺しのまま槍のつばの距離まで王に近づき、諸手の剣でアーサー王の側頭部を兜ごと割り、ついに絶命した。